# Guthrie Center
La ville américaine de Guthrie Center est le siège du comté de Guthrie, dans l’État de l’Iowa. Sa population s’élevait à 1 569 habitants lors du recensement de 2010.

## Source
- (en) Cet article est partiellement ou en totalité issu de l’article de Wikipédia en anglais intitulé « Guthrie Center, Iowa » (voir la liste des auteurs).